# اوه کیوی
اوه کیوی (استونیایی: Eve Kivi؛ زادهٔ ۸ مهٔ ۱۹۳۸) بازیگر سینما زن اهل استونی است.